# Riktning – socialdemokrati
Smer (slovakiska Smer – sociálna demokracia, Riktning – socialdemokrati) är ett politiskt parti i Slovakien, bildat den 1 januari 2005 genom samgående mellan fyra socialdemokratiska partier:
- Demokratiska vänsterpartiet, arvtagare till det gamla kommunistiska maktpartiet.
- Riktning (Tredje vägen), en utbrytning ur maktpartiet 1999 och den dominerande parten i sammangåendet.
- Socialdemokratiskt alternativ, en senare utbrytning ur det gamla maktpartiet.
- Slovakiens socialdemokratiska parti, Alexander Dubčeks gamla parti.

Smers partiledare Robert Fico var Slovakiens premiärminister 2006–2010 och 2012–2018.
Smer bildade 2006–2010 en koalitionsregering där det högerextrema och främlingsfientliga partiet Slovakiska nationalistpartiet (SNS) ingick. Detta resulterade i att Europeiska socialdemokratiska partiet (ESP) uteslöt Smer 2006. Partiet återupptogs dock i ESP redan 2008.
I nationalrådsvalet 2010 ökade partiet med 12 mandat men kristdemokratiska Iveta Radičová kunde  bilda en koalitionsregering med knapp majoritet. Vid extravalet 2012 fick Smer egen majoritet och landet sin första enpartiregering sedan självständigheten 1993.
I valet 2016 tappade Smer nästan hälften av sina platser och tvingades bilda en ny koalitionsregering. Mordet 2018 på journalisten Jan Kuciak blev till en tändande gnista för landsomfattande folkliga protester. Fico, som anklagats för korruption och maktmissbruk, tvingades avgå och överlämna styret till sin partikamrat och vice premiärminister Peter Pellegrini.